# Sombrero (film)
Sombrero è un film del 1953, diretto da Norman Foster.

## Trama
A Columba, in Messico, Pepe Gonzales si diverte a mettere i baffi alle foto delle concorrenti dell'annuale concorso di bellezza: vuole, in questo modo, protestare per l'esclusione dal concorso della bella Maria del lungofiume che lui corteggia. Ma Maria riceve di notte un ammiratore segreto, Alejandro Castillo. Pepe, allora, decide di far qualcosa di fuori dal comune: si reca in un cimitero alla ricerca dei resti di Romulo Balderas, incontrandovi la bella Eufemia, di cui si innamorerà.

## Produzione
Il film fu prodotto da Jack Cummings per la Metro-Goldwyn-Mayer. Le scene di danza hanno le coreografie di José Greco e Hermes Pan. Consulente per le scene di combattimento con i tori è Saucedo Hector. Fu girato in Messico, a Tepoztlán e a Tetecala con il titolo di lavorazione Mexican Village.

## Distribuzione
Distribuito dalla Metro-Goldwyn-Mayer (MGM), il film uscì nelle sale cinematografiche USA presentato in prima a New York il 22 aprile 1953.
Il film viene citato nel 2008 in Disastro a Hollywood di Barry Levinson.